# Kinranshi
Der Kinranshi (deutsch Goldenes Trübauge) ist eine aus Japan stammende Zuchtform des Goldfischs. Er zeichnet sich durch eine besondere glutfarbene Reflexion des Lichts auf dem Rücken aus. Unterstrichen wird dieses Farbspiel durch die fehlende Rückenflosse. Erste Varietäten dieser Art sollen 1902–1903 durch den japanischen Züchter Kichigoro Akiyama entstanden sein. Sie ist eine Kreuzung aus den Goldfischzuchtformen Ryukin und Ranchu.